# Wormaldia saldetica
Wormaldia saldetica är en nattsländeart som beskrevs av Lazar Botosaneanu och Gonzalez 1984. Wormaldia saldetica ingår i släktet Wormaldia och familjen stengömmenattsländor. Inga underarter finns listade i Catalogue of Life.